# El pueblo unido jamás será vencido
¡El pueblo unido jamás será vencido! (произносится эль пуэ́бло уни́до хама́с сэра́ венси́до; дословно — «Единый народ никогда не будет побеждён!»; широко распространён перевод «Пока мы едины, мы непобедимы!») — написанная в июне 1973 года песня чилийского поэта и композитора Серхио Ортеги, автора известной песни Venceremos.

## История

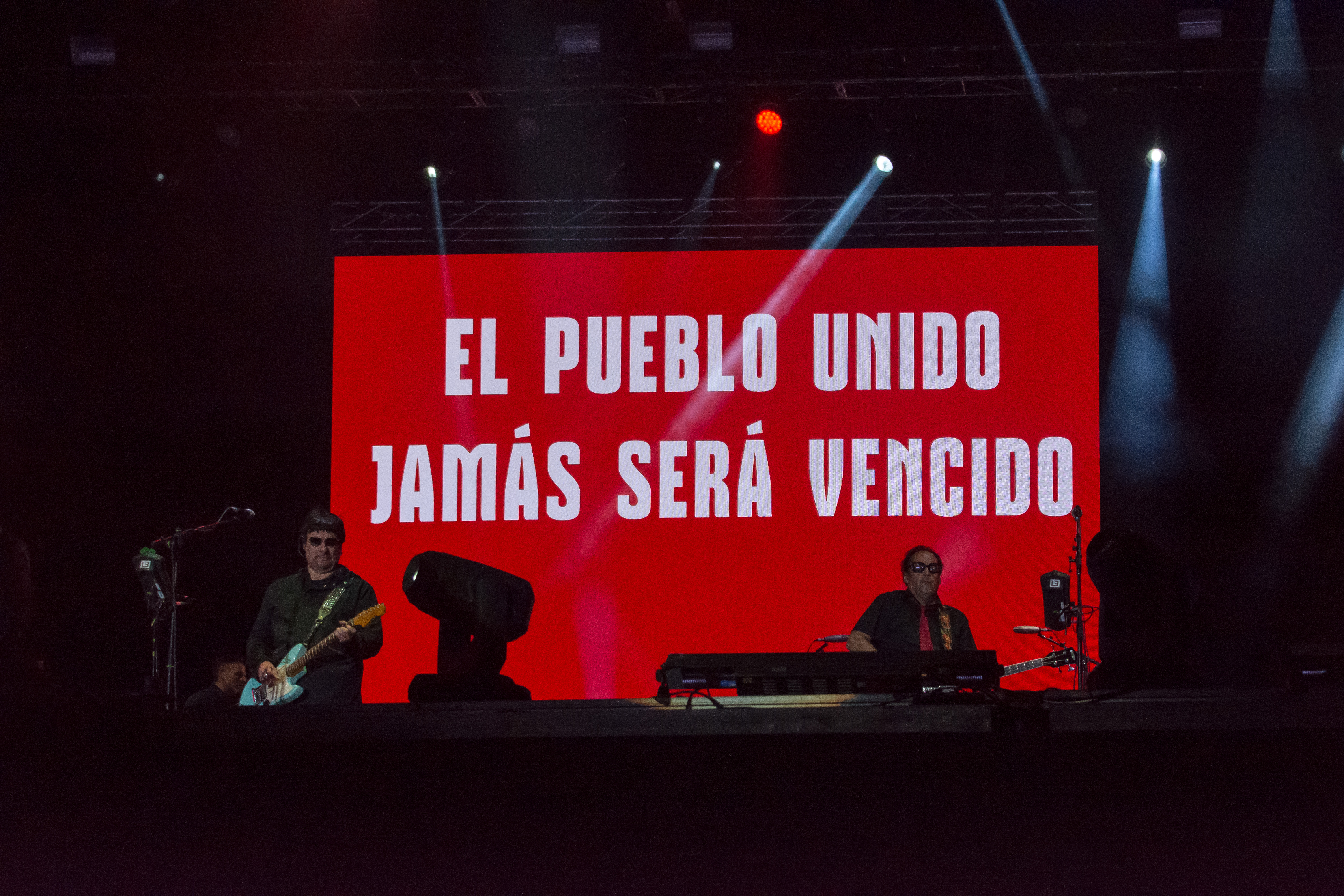
Исполнение песни чилийской рок-группой Los Tres, 2020 год

Песня была написана как гимн левой коалиции Народное единство и получила известность в период президентства Сальвадора Альенде, а после военного переворота 1973 года стала символом левого движения сначала в Чили, а затем и во всём мире.
Помимо группы Quilapayún, она была записана и группой Инти-Ильимани, которая затем получила политическое убежище в Италии. Эта запись принесла песне всемирную известность.
Во время 11 сентября 1973 года журналисты радиостанции «Magallanes» поют песню «El pueblo unido jamás será vencido», и вся страна слышит, как её прерывают автоматные очереди мятежников военной хунты, ворвавшихся на радиостанцию. Из 50 сотрудников «Magallanes» в живых не остался никто. Позднее, на стадионе «Estadio Chile», фактически превращённом в концентрационный лагерь, певец и коммунист Виктор Хара, с перебитыми кистями рук и изувеченным лицом в ответ на насмешливое предложение офицера: «Ну, теперь пой, если можешь, чёртов певец…» запевает «El pueblo unido jamás será vencido», после чего солдаты уводят его в пыточные камеры. 15 сентября Хару казнят.
С тех пор было исполнено множество версий песни на разных языках мира. Во время Революции гвоздик в Португалии 1974—1975 годов исполнялась португальская вариация песни — O povo unido jamais será vencido. В Иране в 1979 году мелодия была использована в революционной песне левых противников монархии. Коалиция радикальных левых использовала песню в агитации во время избирательной кампании на парламентских выборах 2007 года в Греции. В тунисских и египетских протестах «Арабской весны» популярный лозунг «Народ требует смены режима» исполнялся в ритм этой песни.
В 1975 году американский музыкант Фредерик Ржевски сочинил 36 вариаций для фортепиано на тему этой песни (англ. The People United Will Never Be Defeated!). Премьера произведения состоялась 7 февраля 1976 года в исполнении Урсулы Оппенс в Центре исполнительских искусств имени Джона Кеннеди. Большая часть вариаций в сочинении написана в стиле романтизма, но в них также встречаются элементы сонорики и сериализма.
Песню исполняют и многие современные группы, например, Ska-P, La Vida Cuesta Libertades, Banda Bassotti, 99 Posse, Anti-Flag и Talco. Группа Неприкасаемые скандирует «El pueblo unido…» во время исполнения своей песни «Свободу Анджеле Дэвис».

## Текст
| Оригинальный текст | Русский перевод |
| --- | --- |
| De pie cantar que vamos a triunfar. Avanzan ya banderas de unidad. Y tú vendrás marchando junto a mí Y así verás tu canto y tu bandera florecer, La luz de un rojo amanecer Anuncia ya la vida que vendrá. De pie, luchar el pueblo va a triunfar. Será mejor la vida que vendrá, A conquistar nuestra felicidad Y en un clamor mil voces de combate se alzarán; Dirán canción de libertad. Con decisión la patria vencerá. Припев: Y ahora el pueblo que se alza en la lucha Con voz de gigante gritando; adelante! El pueblo unido jamás será vencido! La patria está forjando la unidad; De norte a sur, se movilizará, Desde el salar ardiente y mineral, Al bosque austral, unidos en la lucha y el trabajo, Irán, la patria cubrirán. Su paso ya anuncia el porvenir. De pie cantar, el pueblo va a triunfar. Millones ya imponen la verdad; De acero son, ardiente batallón, Sus manos van llevando la justicia y la razón. Mujer, con fuego y con valor Ya estás aquí junto al trabajador. Припев: | Мы поём стоя, у нас всё получится Объединив знамёна ради прогресса И ты пойдёшь маршем рядом со мной Увидев, как растут наш флаг и наша песня Как яркий свет рассвета Провозгласит новую жизнь Боремся стоя, народ победит Лучше будет грядущая жизнь Завоюем наше счастье И тысяча голосов позовут в бой Поя свободную песню И тогда Родина победит Припев: И сейчас народ, поднявшись в борьбе Голосом гигантов говорит: «Вперёд!» Единый народ никогда не будет побеждён! Страна сплотится в единстве Поднимется от севера до юга Из соляных шахт, из горящих заводов Из южных лесов — все объединятся в борьбе как труде Они идут по всей стране И их шаги превозносят будущее Мы поём стоя, народ будет торжествовать И миллионы уже идут за правдой Как стена, что прочнее любых батальонов И приняли справедливость и разум в сердце И женщины с огнём и мужеством в душе Стоят с рабочими плечом к плечу Припев: |

## Исполнение на русском языке
В 1979 была исполнена в СССР ВИА Ленинградского кораблестроительного института «Pro et Contra». Также последний куплет этой песни на русском исполнял в СССР ансамбль «Гренада».

## В культуре
- В серии «Это сладкое слово „мёд“» мультсериала «Смешарики» инструментальная версия этой песни звучит во время побега Копатыча из своего дома, которого сопровождает Бараш[8].